# بزیب
بزیب (به لاتین: Bzyb) یک منطقهٔ مسکونی در گرجستان است که در ناحیه گاگرا واقع شده‌است. بزیب ۴٬۷۱۹ نفر جمعیت دارد.